# Мологський повіт
Мологський (Моложський) повіт — адміністративно-територіальна одиниця Ярославської губернії Російської імперії і РРФСР, що існувала в 1777—1929 роках. Повітове місто — Молога.

## Географія
Розташовувався на території сучасних Некоузського і Брейтовського районів Ярославської області, а також на частині території, яка нині перебуває під водами Рибінського водосховища.
Мологський повіт знаходився в північно-західній частині Ярославської губернії. З північно-східної сторони він межував з Пошехонським повітом. Східний кордон становив Рибінський повіт, а південну — Мишкінський, з західної та північно-західної сторони Мологський повіт стикався з Тверською і Новгородською губерніями. Площа Мологського повіту по відношенню до загальної площі Ярославської губернії становила трохи більше однієї сьомої частини (14,2 %) і займала в губернії друге місце, після Пошехонского повіту.
У повіті налічувалося 70 озер, які займали 0,2 % його площі.

## Історія

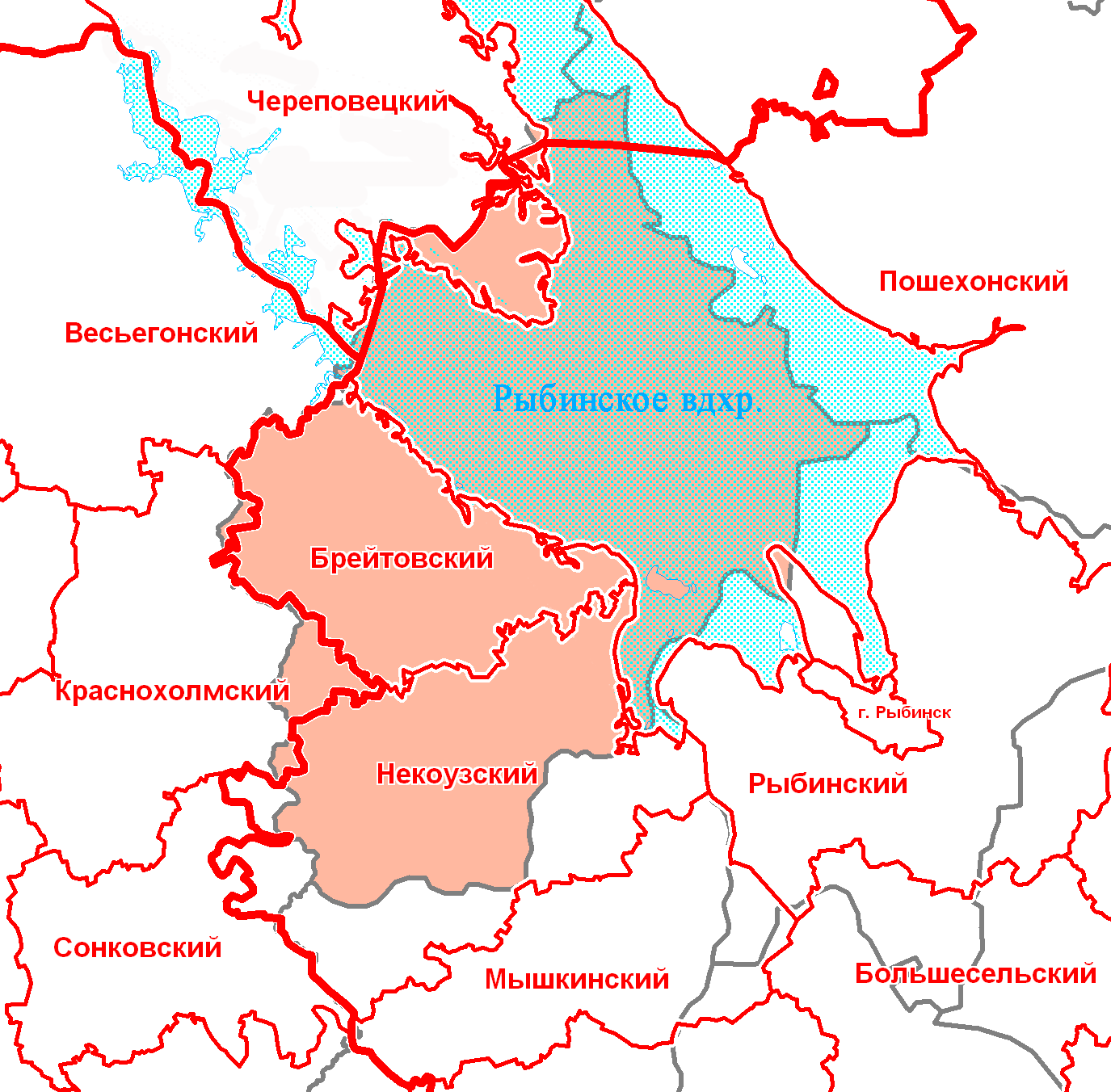
Мологський повіт в сучасній сітці районів

Місцевість, по якій протікають річка Молога і її притоки — Сіть, Яна, Лама, Себла, Редьма та ін. і впадаюча у Волгу Сутка разом із Ільмою, в давнину була заселена племенем весь. Потім сюди проникли ільменські словени, що селилися при водних шляхах, і, головним чином, при злиттях річок.
У літописах найменування річки Мологи в перший раз зустрічається у 1149 році, коли великий князь Київський Ізяслав Мстиславич, воюючи з Юрієм Долгоруким — князем Суздальським і Ростовським, спалив всі села по Волзі до самої Мологи.
Потім літописні оповіді мовчать про Молозьку країну до 1207 г. При Всеволоді в цьому році на Північній Русі відбувся новий поділ на уділи, і Молога, за заповітом Всеволода, дісталася на долю сина його Ростовського князя Костянтина, а Костянтин, в 1218 році, разом з Ярославлем віддав її синові своєму Всеволоду. Таким чином, Молозька країна стала тоді майже на сторіччя — до 1321 року — частиною удільного князівства Ярославського.
У 1238 році на території майбутнього повіту відбулася знаменита Битва на річці Сіті — перша велика битва російських дружин з монголо-татарськими військами. Після цього невдалого для руських побоїща Русь, роздроблена на декілька уділів, підпала на два з половиною століття під іноземне панування.
По смерті, в 1321 році, ярославського князя Давида сини його, Василь і Михайло, розділили ярославське князівство: Василь, як старший, успадковував Ярославль, а Михайло отримав спадок на р. Мологе, яким його нащадки володіли до Івана III (1471 р).
В кінці XIV — початку XVI століття на річці Молозі був найбільший на Верхньому Поволжі ярмарок (спочатку в Холопчему містечку, потім в місті Молога), згодом втративший своє значення.
У 1777 році за указом імператриці Катерини II Молога отримала статус міста і стала центром повіту.
У 1921—1923 роках повіт був у складі Рибінській губернії .
У 1929 році Мологський повіт був розформований, а на його території створено Брейтовський, Єрмаковський, Мологський і Некоузський райони. У 1940-х роках частина колишнього повіту була затоплена Рибінським водосховищем; Єрмаковський і Мологський райони були ліквідовані, Брейтовський і Некоузський залишилися.

## Населення
За відомостями 1859 року населення повіту становило 91 960 жителів.
За переписом 1897 року населення повіту становило 117 696 осіб, в тому числі в місті Молога — 4253 осіб.
За даними перепису населення 1926 року повіт мав 1091 населених пунктів з населенням 145 003 мешканців.

## Адміністративний устрій
У 1890 році до складу повіту входило 17 волостей
| № п / п | Волость            | Волосне правління | Число селищ | Населення |
| ------- | ------------------ | ----------------- | ----------- | --------- |
| 1       | Боронішінська      | с. Боронішіне     | 39          | 6983      |
| 2       | Брейтовська        | с. Брейтове       | 64          | 11494     |
| 3       | Веретейська        | с. Веретея        | 42          | 8210      |
| 4       | Воскресенська      | с. Воскресенське  | 54          | 4888      |
| 5       | Городоцька         | с. Риндіне        | 32          | 4622      |
| 6       | Грязлівецька       | с. Боброве        | 21          | 4391      |
| 7       | Іловенська         | д. Антропове      | 44          | 7895      |
| 8       | Копор'ївська       | с. Копор'є        | 26          | 5457      |
| 9       | Леонт'ївська       | д. Горіле         | 48          | 7476      |
| 10      | Мар'їнська         | с. Мар'їне        | 82          | 6079      |
| 11      | Некоузська         | с. Некоуз         | 68          | 9528      |
| 12      | Ново-Троїцька      | д. Ігнатове       | 33          | 4827      |
| 13      | Покровсько-Сітська | с. Покровське     | 50          | 8717      |
| 14      | Прозорівська       | с. Михайлівське   | 20          | 4083      |
| 15      | Станіловська       | с. Парфєньєве     | 64          | 9677      |
| 16      | Сутковська         | с. Сутка          | 29          | 4624      |
| 17      | Янська             | с. Ян             | 16          | 2525      |

У 1913 році до складу повіту також входило 17 волостей, центр Воскресенської волості перенесений в с. Лацьке .
У 1923 році в повіті було 10 укрупнених волостей:
- Брейтовська — с. Брейтове,
- Горелівська — д. Горіла,
- Іловенська — с. Іловня,
- Копор'ївська — с. Копор'є,
- Лацківська — с. Лацьке,
- Молозькому — м. Молога,
- Некоузська — с. Некоуз,
- Парфєньївська — с. Парфєньєве,
- Покровсько-Сітська — с. Покровське на Сіті,
- Прозорівська — с. Прозорове.

## Населені пункти
Найбільші населені пункти за переписом населення 1897 р, жит .:
- м. Молога — 4253;
- с. Некоуз — 828;
- с. Брейтове — 808;
- д. Ягорба — 791;
- д. Осмеріци — 790;
- д. Воятіщі — 685;
- д. Ветрине — 646;
- с. Сутка — 616;
- с. Перемут (Прозорове) — 595;
- д. Березова — 582;
- с. Красне — 558;
- с. Покровське — 522;
- с. Княжич-Городок — 497.

## Етнографія
На території Мологського повіту в переважній більшості проживали росіяни, в тому числі етнокультурна група російських сіцкарів, названих за назвою річки Сіть.

## Цікаві факти
З метою збереження навколишнього середовища, а також для формування туристичної привабливості регіону, на незатопленої частини території Мологського повіту (частини Некоузского і Брейтовського районів) планується створення національного парку «Молога».

## Особливості вимови
Жителі Мологи і Мологського повіту традиційно називали себе «мологжане». З точки зору правил російської мови, прикметник від Молога має звучати як «Моложській» (пор. Волга — Волзький, Прага — Празький, і т. ін.), Проте в останні десятиліття дещо частіше пишуть «Мологський».

## Відомі уродженці
- Андрій Глібов — інженер, підприємець, золотопромисловець. Народився в маєтку Коротневе (Андрійцеве) Мологського повіту. Похований у родинному некрополі Глібових близько заснованої ними церкви Св. Трійці в селі Верхнє-Нікульске Некоузського району. Народився в маєтку Горшкове.
- Микола Глібов (1864—1941) — член Державної ради Російської імперії, член ЦК партії конституційних демократів, інженер, підприємець, організатор енергетичного машинобудування і власник ряду електротехнічних компаній Росії, філософ. Народився в маєтку Горшкове.
- Архімандрит Павло (Груздєв) (1910—1996), старець РПЦ. Народився в селі Великий Борок.
- Морозов, Микола Олександрович — революціонер-народник, вчений, письменник, почесний член Академії наук СРСР. Народився в маєтку Борок в 1854 році.
- Слуцький, Євген Євгенович (1880—1948) — математик і економіст, народився в селі Новому.
- Солнцев Федір Григорович — художник, архітектор, історик, член кабінету Його Імператорської величності. Народився в 1801 році в селі Верхнє-Нікульске.
- Телушкін, Петро — покрівельний майстер, відомий сміливістю підйому за допомогою мотузок, без лісів, до верхівки шпіца Петропавлівського собору. Народився в селі Мягра.